# Csúcs-hegy
Le Csúcs-hegy est un sommet de Hongrie situé dans le 3e arrondissement de Budapest dans les collines de Buda. Il se situe à proximité de Hármashatár-hegy.